# Éric Maurin
Pour les articles homonymes, voir Maurin.
Éric Maurin, né le 4 décembre 1962, est un économiste français, directeur d'études à l’École des hautes études en sciences sociales.

## Biographie
Ancien administrateur de l'INSEE (jusqu'en 2004), Éric Maurin est diplômé de l'École polytechnique (X81) et de l'Ensae. Il soutient en 2000 un doctorat à l'EHESS sous la direction de Thierry Magnac. Il est élu en 2004 directeur d'études à l'EHESS.
D'après la liste arrêtée au 11 novembre 2003, il était membre du Comité d'orientation scientifique de l'association fondée par Michel Rocard et Dominique Strauss-Kahn, À gauche en Europe. Il a également participé à l'activité de la fondation Terra Nova.

## Ouvrages

### Inégalités résidentielles
Dans Le Ghetto français, Éric Maurin expose le phénomène de gentrification qui s’est développé dans les villes. Dans le premier temps de cet ouvrage, il définit la société française comme fragmentée, en raison des multiples stratégies d'évitement mises en place par chaque groupe social pour se prémunir du groupe situé directement en dessous de lui et se rapprocher de celui situé au-dessus. Dans un second temps, et grâce à de nombreuses études citées en référence, il montre que ces stratégies ne reposent pas sur des peurs fantasmées, mais sur de réelles inégalités, notamment face au système scolaire, définies par les relations de voisinage et leurs effets. Enfin, il tente de définir ce que devraient mettre en place les politiques visant à rétablir une meilleure mixité sociale, après avoir montré son utilité collective[réf. nécessaire].

### Massification scolaire
Dans La nouvelle question scolaire, il propose un bilan des politiques de démocratisation scolaire menées depuis l'après-guerre. Puisant dans les expériences françaises, mais également scandinaves, britanniques ou américaines, il estime non seulement que l'expansion scolaire a payé, mais également que sa poursuite est aujourd'hui nécessaire pour faire face au nouveau monde économique qui s'annonce[réf. nécessaire].

## Publications
- L'égalité des possibles. La nouvelle société française, La République des idées / Seuil, 2002[4],[5].
- Le Ghetto français. Enquête sur le séparatisme social, La République des idées / Seuil, 2004[6],[7].
- La nouvelle question scolaire. Les bénéfices de la démocratisation, Seuil, 2007[8].
- La peur du déclassement. Une sociologie des récessions, La République des idées / Seuil, 2009[9].
- Les nouvelles classes moyennes, avec Dominique Goux, La République des idées / Seuil, 2012.
- La Fabrique du conformisme, La République des idées / Seuil, 2015[10],[11].
- Trois leçons sur l'école républicaine, Seuil, 2021[12],[13].